# Anna Westin (radiopersonlighet)
Anna Westin, född 31 maj 1990 i Sundsvall, är en svensk radiopersonlighet och programledare för radioprogrammet Vardag i P3 tillsammans med Elin Almén.
Westin är född och uppvuxen i Sundsvall men flyttade till Stockholm 2010. Tillsammans med Elin Almén har hon bland annat gjort humorprogrammet 100 kg vakuum och busringningsprogrammet YLVA (med Josefin Sonck) för Sveriges Radio P3. Under 2015-2017 studerade hon TV-produktion på Medieinstitutet i Stockholm. Hösten 2016 praktiserade hon på redaktionen för Babel i SVT.